# Stelkramp
Stelkramp eller tetanus är en i värsta fall dödlig infektionssjukdom som orsakas av bakterien Clostridium tetani. Bakterien finns över hela världen i jord, smuts, gödsel och avföring. Den kan infektera sår, vanligtvis sker det vid stick- och skärskador av något smutsigt föremål, och tillverkar då AB-toxinet tetanustoxin som påverkar nerverna och orsakar svåra och smärtsamma muskelkramper. Sjukdomen smittar inte mellan människor. I Sverige har vaccinering mot stelkramp varit allmän sedan 1950-talet, vilket har gjort att stelkramp är sällsynt.
Stelkramp förekommer i hela världen och är vanligast i varmt och fuktigt klimat där jorden innehåller mycket organiskt material.  Sjukdomen beskrevs av Hippokrates redan på 400-talet f.Kr. Sjukdomens orsak fastställdes 1884 av Antonio Carle och Giorgio Rattone vid universitetet i Turin och det första vaccinet kom 1924.

## Smittoförlopp och symptom
Bakterien finns i jord, smuts och avföring. Den tål inte syre, men kan klara sig i åratal genom att bilda en spor. Sporer kan komma in i människan via sår (om än obetydliga) varpå de aktiveras och bakterien förökar sig på platser där syrehalten är låg, exempelvis i den döda vävnaden runt såret. Då bakterien dör frisätts AB-toxinet tetanustoxin som orsakar ett kramptillstånd orsakad av att dämpningen av signalen från nervändplattans acetylkolin inte fungerar normalt. Den icke inhiberade signalen ger därför en kraftig och ihållande kontraktion av skelettmuskulaturen. Detta sker när toxinet tar sig via nerven till ryggmärgen och blockerar frisättning av neurotransmittorn glycin i ryggmärgens inhibitoriska interneuron.
Inkubationstiden för sjukdomen varierar från 3 till 21 dagar.

## Utbredning
De flesta människor i västvärlden vaccineras ett flertal gånger under barndomen genom att toxinet inaktiveras och ges intramuskulärt i låga doser. Sjukdomen anses där vara mer eller mindre utrotad. I fattiga länder är sjukdomen fortfarande utbredd och den skördar än i dag många offer i tredje världen. Under 2013 orsakade stelkramp cirka 59 000 dödsfall i världen, en avsevärd minskning från 350 000 dödsfall år 1990.
Stelkramp blev inte anmälningspliktigt förrän 1969 i Sverige. Genom att spåra fall där serum beställts från Statens Bakteriologiska Laboratorium har man ändå kunnat uppskatta antalet fall. Innan vaccinationsprogrammet inleddes, 1920–1950, beräknas det ha förekommit 50–100 fall av stelkramp per år. Antalet sjönk då vaccination infördes och mellan 1951 och 1970 upptäcktes och analyserades totalt 364 fall, det vill säga i genomsnitt färre än 20 per år. Under 1970-talet skedde totalt 40 fall. Idag sker i genomsnitt färre än ett fall per år och sjukdomen kan därför inledningsvis vara en diagnostisk utmaning och lätt misstolkas.

## Vaccinering i Sverige
Det allmänna vaccinationsprogrammet i Sverige omfattar idag (2015) tre doser stelkrampvaccin under första levnadsåret, en fjärde dos i förskoleåldern (5–6 år) och en femte dos i högstadiet (14–16 år).
Den fjärde dosen introducerades 1965 och gavs då i 7–8-årsåldern. Detta ändrades 1977 så att den i stället gavs i 10-årsåldern. Den senaste ändringen i programmet skedde 2007 då den femte dosen introducerades.
Man började vaccinera barn mot stelkramp 1953, och programmet utökades successivt under 1950-talet. Redan under andra världskriget började försvarsmakten vaccinera mot stelkramp med två doser, vilket man fortsatte med även sedan de som blivit vaccinerade som barn blev gamla nog att göra sin värnplikt. Män har därför generellt bättre immunitet mot stelkramp än kvinnor, eftersom de fått extra doser vid värnplikten. Den mest utsatta gruppen i Sverige idag är äldre kvinnor som inte blev vaccinerade som barn.